# Цокалка золотиста
Цокалка золотиста (Epthianura aurifrons) — вид горобцеподібних птахів родини медолюбових (Meliphagidae). Ендемік Австралії.

## Поширення і екологія
Поширений, в основному, у внутрішніх посушливих і напівпосушливих районах з деякими спостереженнями в північних тропіках, і дуже рідко вони досягають прибережних районів Південної та Західної Австралії. Здебільшого трапляється в сухих, низинних, солоних середовищах, які рідко затоплюються, наприклад, на рівнинах з рідкісною рослинністю, солончаках, солоних озерах або глинистих відкладеннях.

## Опис
Дрібний птах завдовжки 10–12 см, вагою 10–12 г. Це невеликий наземний співочий птах із відносно довгими, широкими та округлими крилами та коротким квадратним хвостом. Тіло з довгими тонкими ногами, коротким тонким прямим дзьобом і язиком із щіткою. Забарвлення самців переважно насиченого, теплого кадмієво-жовтого кольору з помаранчевим відтінком, і цей колір найсильніший на маківці та грудях. Горло самців чорне, їхній круп золотисто-помаранчевого кольору з хвостом, кінчик якого з тонкою білою смужкою. Самиці мають плями сіро-коричневого кольору, нижня частина м'якого коричнево-жовтого кольору.

## Спосіб життя
Раціон складається з дрібних комах (мурах, бджіл, ос, жуків, гусениць і коників) і павуків, які живуть на землі або в чагарниках. Іноді поїдає насіння. Коли вода доступна, годування відбуватиметься вздовж кромки води, хоча повідомляється, що вони рідко п'ють воду.